# Godard de Rouen
Pour les articles homonymes, voir Saint Godard.
Godard de Rouen (connu également comme Saint Godard ou Saint Gildard), né vers 448 et décédé vers 514, est un évêque de Rouen. Reconnu comme saint catholique, il est liturgiquement commémoré le 8 juin.

## Biographie
Godard naît en 448 à Salency, de parents nobles : Nectar (ou Nectardus), un guerrier franc de la cour de Childéric Ier, et Protagie (ou Protagia c'est-à-dire « première sainte » selon l'étymologie grecque), une Gallo-Romaine qui avait converti son futur époux au christianisme en échange du renoncement à sa virginité. Il serait le frère jumeau de saint Médard et avait aussi une sœur, sainte Médrine.
Il serait le premier franc à occuper le siège épiscopal de Rouen vers 490. Il aurait avec Remi de Reims participé à la conversion de Clovis et assisté à son baptême en 496. En 511, il participe au concile d'Orléans.
S'il est exact qu'il a consacré Lô évêque de Coutances, il aurait vécu au moins jusqu'en 520.
Son corps est selon la tradition inhumé dans l'église Saint-Godard de Rouen. Selon Farin, il aurait été gardé jusqu'en 841 à la cathédrale de Rouen avant d'être déplacé à l'abbaye Saint-Médard de Soissons pour reposer à côté de son frère. Ses reliques sont transportées à Soissons entre 838 et 841. C'est là qu'a été rédigée la Vita Gilardi, décalque de la Vita Medardi, attribué à Fortunat. En 1090, Odon, abbé de Saint-Médard, fait don d'un bras de saint Godard à l'abbaye Saint-Ouen de Rouen. Il sera le patron de la ville de Rouen jusqu'à la mort de saint Romain.